# Het Lageland
Het Lageland (ook: Het Lage Land) is een voormalig waterschap in de provincie Groningen. Het waterschap was een samenvoeging van de Kwabbepolder, de Buringspolder en enkele niet-bemalen gronden.
Het schap lag ten oosten van Ruischerbrug aan de overzijde van het Eemskanaal. De noordwestgrens lag bij het Eemkanaal, de noordoostgrens langs de Lagelandsterweg, de zuidgrens bij het Slochterdiep en de westgrens liep langs de Kleisloot, die tevens de oostgrens van de Heidenschapperpolder vormde. De molen van het schap sloeg uit op het Slochterdiep.
Waterstaatkundig gezien ligt het gebied sinds 2000 binnen dat van het waterschap Hunze en Aa's.